# بليندا إيميت
بليندا إيميت (بالإنجليزية: Belinda Emmett)‏ هي مغنية ومقدمة برامج إذاعية وممثلة أسترالية، ولدت في 12 أبريل 1974 بغوسفورد في أستراليا، وتوفيت في [11 نوفمبر]] 2006 بسيدني في أستراليا بسبب سرطان الثدي. بدأت مشوارها المهني سنة 1994.

## وصلات خارجية
- بليندا إيميت على موقع IMDb (الإنجليزية)
- بليندا إيميت على موقع ألو سيني (الفرنسية)
- بليندا إيميت على موقع ميوزك برينز (الإنجليزية)
- بليندا إيميت على موقع أول موفي (الإنجليزية)
- بليندا إيميت على موقع ديسكوغز (الإنجليزية)
- بليندا إيميت على موقع قاعدة بيانات الفيلم (الإنجليزية)
- بليندا إيميت على موقع كينوبويسك (الروسية)